# IKUSA
IKUSA（イクサ）は、日本のキックボクシング団体。2002年に設立。主催は株式会社アクアプラネット。

## 歴史
2002年6月16日に東京・麻布十番にあるCLUB Byblosで旗揚げ興行「IKUSA -初陣-」を開催。1分2Rのエキシビションマッチとしてプロデューサーで新空手の有段者である新田純一がチャモアペット・チョーチャモアンとのエキシビションマッチを行った。新田はチャモアペットの膝蹴りであばら骨を骨折した。メインの試合には大宮司進や隼人が出場した。
2005年6月18日にZepp Tokyoで「IKUSA GP -U60 SUPERSTAR☆Z TOURNAMENT - Opening Stage -」を開催。「IKUSA其の六 スーパーファイト」（70kg契約、3分3R 延長1R)のHAYATΦ対輝浪の試合において、ジャッジの採点ミスが起きた。HAYATΦが延長R判定3-0で勝利となったが、試合後に開かれたミーティングでポイントの集計に誤りがあったことが確認された。その結果、本戦3Rの判定結果で輝浪が勝者という裁定に変更された。加えて、新調したリングのマットが滑り易かったので旧来のものを使い、大会の新スポンサーの宣伝が出来なかった。さらに、第4試合のKAWASAKI対歌川暁文の試合直前に流れた選手紹介映像が、山本真弘対小石原勝の物と入れ替わって流れ、大会の進行が混乱した。これらのミスにより小澤進剛がプロデューサー職を辞任した。
クラブなどをイベント会場に選び、DJやVJによる音楽、レーザーや照明を使って興行を盛り上げるなどの従来の格闘技の興行にないスタイルを確立した。また、試合前にホラガイを吹くなど、和風テイストも含んだ独特の雰囲気を持っていた。

## 王座
「戦王（いくさおう）」という名前の王座を認定していた。女子の場合は「戦女王（いくさじょうおう）」。王者にはチャンピオンベルトの代わりに日本刀が贈呈された。設定された階級は60kg・70kg、女子が50kg級。階級名にはU（Under、アンダー）がつけられており、60kg級は「U60戦王（アンダーシックスティいくさおう）」としていた。